# Elatostema humblotii
Elatostema humblotii är en nässelväxtart som beskrevs av Henri Ernest Baillon. Elatostema humblotii ingår i släktet Elatostema och familjen nässelväxter. Inga underarter finns listade i Catalogue of Life.